# Franz Reinisch

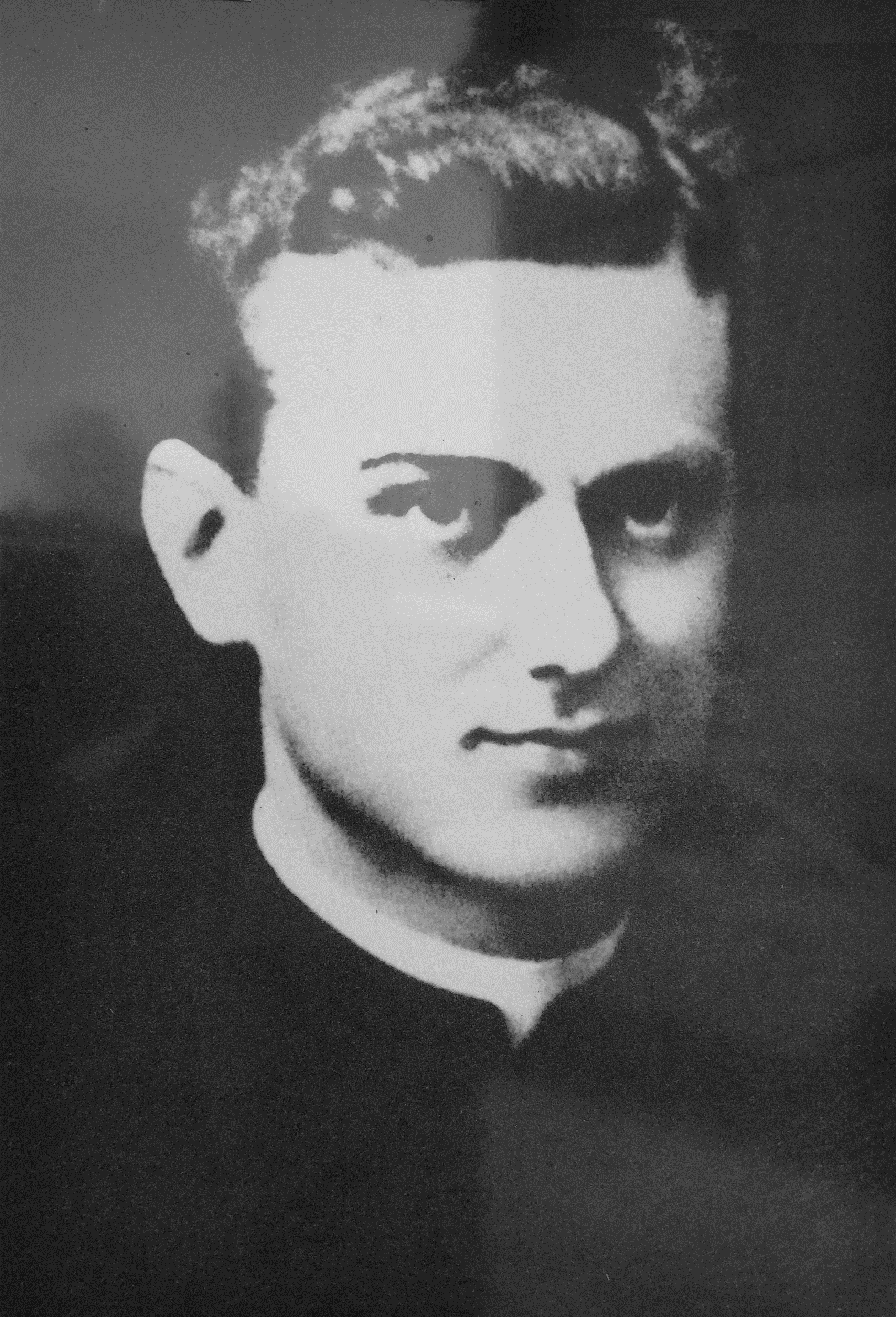
Franz Reinisch

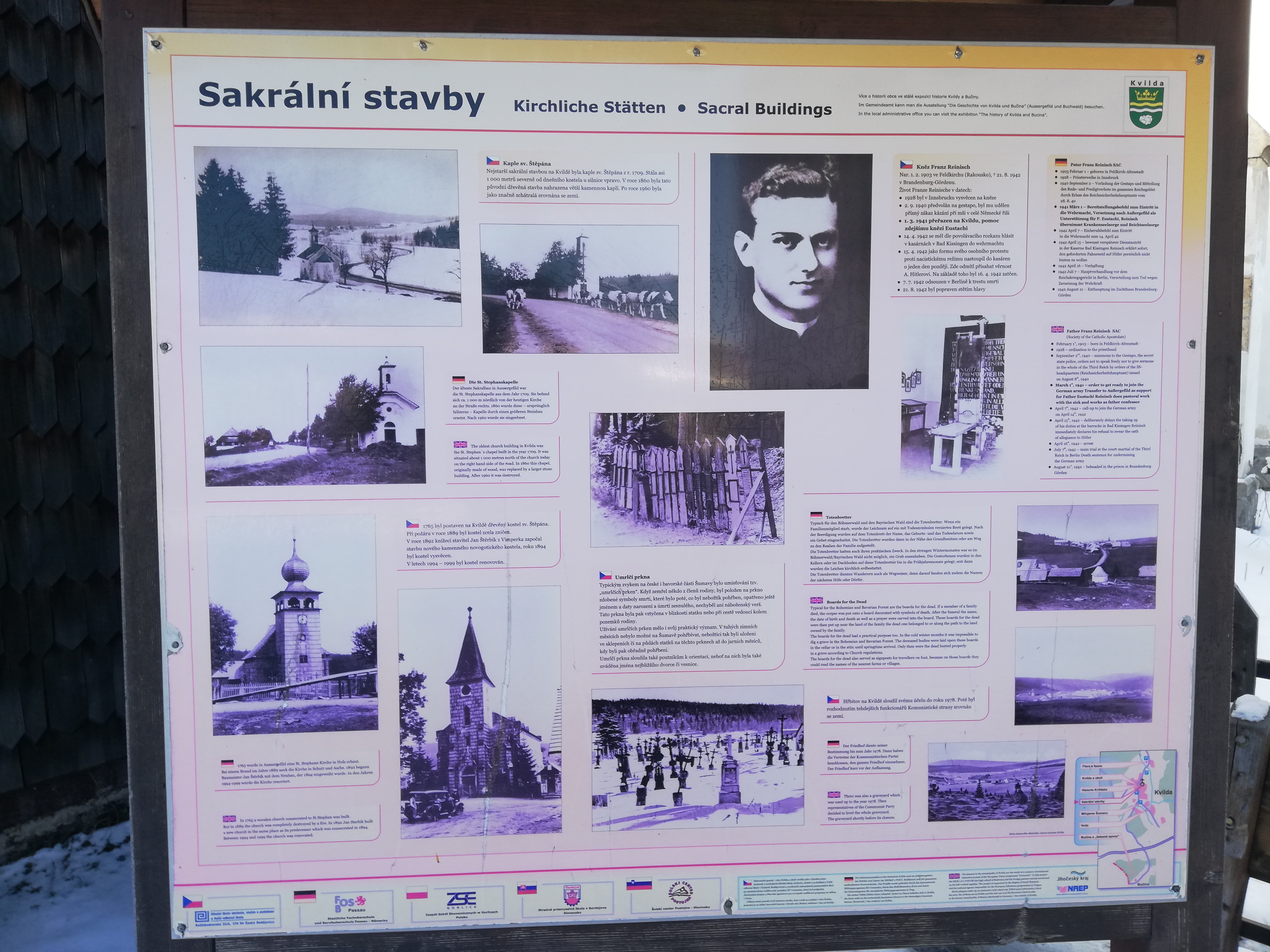
Informační panel „Sakrální stavby“ na Kvildě (foto a základní životopisná data)

Franz Reinisch (1. února 1903, Feldkirch – 21. srpna 1942, Brandenburg) byl rakouský katolický kněz a člen řádu pallotinů. Byl popraven nacisty kvůli tomu, že odmítl přísahat věrnost Adolfu Hitlerovi.

## Život
Reinisch se narodil ve Feldkirchu, ale během jeho dětství se rodina přestěhovala do Bolzana, Brunecku a nakonec do Innsbrucku. Studoval františkánské gymnázium v Hall in Tirol, kde odmaturoval v létě 1922. Poté začal studovat práva, ale po dvou semestrech se rozhodl stát se knězem, studoval na univerzitě v Innsbrucku a v semináři v Brixenu. Vysvěcen byl 29. června 1928 v Innsbrucku, poté vstoupil do řeholní společnosti pallotinů. Teologické studium ukončil roku 1932, stal se docentem.
Od roku 1933 působil v bavorském Friedbergu, kde pracoval s mládeží a uplatňoval svůj řečnický talent. V roce 1938 se přes několik dalších míst dostal do Schönstattu. Protože kázal o neslučitelnosti křesťanství a nacismu, byl dne 2. září 1940 předvolán na gestapo, kde mu byly zakázány veřejné projevy na celém území Třetí říše.
V březnu 1941 dostal rozkaz k vojenské pohotovosti, aby se vrátil zpět do civilu, přijal na půl roku zastupování duchovního správce v šumavské Kvildě. 
V březnu 1942 obdržel povolávací rozkaz do wehrmachtu. Dne 14. dubna 1942 se měl hlásit v kasárnách Bad Kissingen. Reinisch protestoval tím, že nastoupil do kasáren o den později (tj. 15. dubna 1942), než bylo v rozkazu uvedeno, a uvedl, že odmítá přísahat poslušnost Adolfu Hitlerovi.
| „ | Často jsem zkoumal své svědomí. Jako křesťan a Rakušan nemohu nikdy složit slib věrnosti takovému muži jako je Adolf Hitler. Je zapotřebí, aby tu byli lidé, kteří by protestovali proti zneužití autority a moci. K tomuto poslání se cítím být osobně povolán. | “ |

V reakci na to byl dne 16. dubna 1942 zatčen a posléze 7. července 1942 odsouzen vojenským soudem v Berlíně k trestu smrti. Popraven byl 21. srpna 1942 stětím hlavy ve věznici Görden v Brandenburgu. Po válce byl jeho popel pohřben na poutním místě v Schönstattu.
Řeholníci z bavorského Friedbergu a Augsburgu usilují o Reinischovo blahořečení.